# دوره نهم مجلس نمایندگان افغانستان
دوره نهم مجلس نمایندگان افغانستان در سال ۱۳۳۴ با حضور ۱۷۳ نماینده گشایش یافت و در سال ۱۳۳۶ این دوره مجلس به پایان رسید.

## اقدامات

### اجرات تقنینی
- امور داخلی:
  - تصویب مورخ ۲۷ جوزا/خرداد ۱۳۳۴: تعیین مولوی صالح محمد خان نماینده شهر قندهار به عنوان رئیس موقت.
  - تصویب مورخ ۲۸ جوزا/خرداد ۱۳۳۴:
    - تعیین کمیسیون تدقیق وثایق و اعتبار نامه‌ها.
    - تصویب در رابطه اجرای معاشات وکلای شورای ملی.
    - تعیین کمیسیون‌های هشت‌گانه.
    - تصویب راجع‌به غور و تأیید هیئت رئیسه کمیسیون‌ها
    - تصویب راجع‌به تمدید ده روزه کار شورای ملی.
- امور دولت:
  - تصویب دو نمایندهٔ شورا طبق حکم ماده ۶۲ قانون اساسی بانک مرکزی افغانستان جهت مراقبت از ذخیره بانکنوت‌ها.
  - تعدیل اصل ۲۳ اصولنامهٔ مکلفیت عسکری.
  - تصویب دربارهٔ اساسنامهٔ تذکرهٔ نفوس.
  - تصویب در رابطه تعدیل اصولنامهٔ حاضری و رخصتی مأمورین در ماه رمضان.
  - تصویب دربارهٔ تبدیل حکومت کلان شبرغان به حکومت اعلی.
  - تصویب راجع‌به تقسیمات ملکیهٔ افغانستان.
  - تصویب راجع‌به بودجهٔ تصدی‌های دولتی.
- مسائل خارجی:
  - تصویب قرارداد برنامهٔ کاری پطرول سرپل بین وزارت معادن افغانستان و حکومت سوئد.
  - تصویب معاهده مودت بین حکومت شاهی افغانستان و کشور اندونزی.
  - تصویب پروتکل خدمات هوایی بین افغانستان و حکومت پاکستان.
  - تصویب موافقت‌نامهٔ تجاری بین افغانستان و جمهوری چین.

## هیئت اداری
در این دوره مجلس نمایندگان اعضای هیئت رئیسه را انتخاب کردند.
رئیس: محمد نوروز نماینده کلنگار لوگر مربوط به کابل
معاون اول: صالح محمد نماینده مرکز قندهار
معاون دوم: فقیر محمد شفا نماینده مرکز کابل
منشی اول: محمد رحیم شیدا نماینده مرکز میمنه
منشی دوم: محمد کبیر عبرت نماینده مردم خلم
مأمور تحریرات: محمد داوود
مدیر کمیسیون‌ها: زین‌العابدین جمالی
مدیریت عمومی تبلیغات و نشرات: حفیظ‌الله منیر
مدیریت عمومی مأمورین اجرائیه: عبدالصمد
مدیریت عمومی اوراق:فیض محمد.